# Dorothee Bär
Dorothee Gisela Renate Maria Bär, född Mantel 19 april 1978, är en tysk politiker som sedan 2002 är ledamot av den tyska förbundsdagen. Från 2014 till 2021 tjänstgjorde hon i olika befattningar i förbundskansler Angela Merkels regering.

## Politisk karriär
Bär inledde sin politiska karriär 1996 genom att gå med i CSU:s ungdomsförbund Junge Union. 1994 blev hon medlem i CSU. År 1999 blev hon ledamot av styrelsen för Junge Union för regionen Niederfranken. Från 2001 till 2003 var hon ordförande för förbundet för kristdemokratiska studenter (RCDS) i Bayern.

### Parlamentsledamot sedan 2002
Bär varit ledamot i Förbundsdagen, det tyska nationella parlamentet, ända sedan 2002. Hon har varit, och är, representant för valdistriket Bad Kissingen som består av tre län: Bad Kissingen, Rhön-Grabfeld och Haßberge.

#### Ansvarsområden (ett axplock)
- 2005-2009 var hon ledamot av utskottet för utrikesfrågor och 2008-2009 var hon biträdande talesperson för utrikespolitik.[11]